# North State Journal

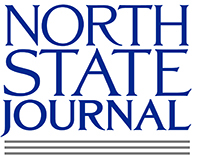
Letrero. Diario del estado del norte

El North State Journal es un periódico distribuido en todo el estado de Carolina del Norte, fundado en 2016. El periódico tiene su sede en Raleigh, Carolina del Norte. North State Journal es propiedad de North State Media, LLC y su editor es Neal Robbins, anteriormente del Departamento de Medio Ambiente y Recursos Naturales de Carolina del Norte (DENR). Dos redactores del personal, Drew Elliot y Sarah Lindh, también fueron empleados de DENR. En 2016, tenía 16 periodistas y 10 empleados administrativos y comerciales.
El fundador Neal Robbins declaró al Charlotte Observer que North State Journal no es partidista y que apunta a la objetividad.
Según el propio periódico, la sección de opinión del North State Journal, que consta únicamente de columnas firmadas, enfatiza el libre mercado y la libertad individual en comparación con las secciones de opinión de tendencia "centro-izquierda" de los principales periódicos de Carolina del Norte. En 2017, el periódico publicaba dos números por semana, los domingos y miércoles.
En 2019, el periódico ganó el primer lugar en excelencia impresa y en línea, en la categoría de periódicos comunitarios en la División A de la Asociación de Prensa de Carolina del Norte.